# 伊莉莎白蒂夫卡 (洛佐瓦區)
49°10′1″N 36°23′10″E / 49.16694°N 36.38611°E
伊莉莎白蒂夫卡（烏克蘭語：Єлизаветівка）是位於烏克蘭東部的村莊，由哈爾科夫州洛佐瓦區的洛佐瓦市鎮負責管轄。該村面積1.36平方公里，海拔高度147米，2001年人口1,165，人口密度每平方公里854.7人。